# Chiasmocleis haddadi
Chiasmocleis haddadi é uma espécie de anfíbio da família Microhylidae. Pode ser encontrada no Brasil, no estado do Amapá, e na Guiana Francesa.